# هویلوپانچو
هویلوپانچو (به اسپانیایی: Huillopuncho) یک کوه در پرو است که در Peru, Puno Region واقع شده‌است. هویلوپانچو ۵٬۱۰۰ متر بالاتر از سطح دریا واقع شده‌است.